# David Smith (Sportschütze)
David J. Smith (* 10. April 1880 in Biggar, Schottland; † 15. August 1945 in Johannesburg) war ein südafrikanischer Sportschütze.

## Erfolge
David Smith nahm an den Olympischen Spielen 1920 in Antwerpen und 1924 in Paris teil. 1920 startete er in fünf Disziplinen mit der Mannschaft, mit der er zumeist eine vordere Platzierung verpasste. Die meisten Wettkämpfe beendeten die Südafrikaner im Mittelfeld aller Teilnehmer. Eine Ausnahme bildete der Wettbewerb mit dem Armeegewehr im liegenden Anschlag über 600 m, bei dem die südafrikanische Mannschaft ebenso wie die US-amerikanische und die schwedische Mannschaft 287 Punkte erzielte, womit es zum Stechen um die drei Medaillenplätze kam. Smith war mit 54 Punkten dabei der schwächste Schütze der Mannschaft. In der ersten Runde des Stechens kamen die Schweden lediglich auf 275 Punkte, während die US-Amerikaner und die Südafrikaner mit 283 Punkten erneut punktgleich waren. Im zweiten Stechen setzte sich schließlich die US-amerikanische Mannschaft durch, die 284 Punkte erzielte. Der südafrikanischen Mannschaft gelangen lediglich 279 Punkte, sodass Smith und seine Mannschaftskollegen Ferdinand Buchanan, George Harvey, Frederick Morgan und Robert Bodley die Silbermedaille gewannen. Vier Jahre darauf blieb er ohne Medaillengewinn. Den liegenden Anschlag mit dem Freien Gewehr beendete er im Einzel auf dem 59. Platz, mit der Mannschaft wurde er Neunter.